# Robert Lopez Mendy
Robert Lopez Mendy (* 23. Februar 1987) ist ein senegalesischer Fußballspieler.

## Karriere
Robert Lopez Mendy stand bis August 2013 beim ASC Port Autonome im senegalesischen Dakar unter Vertrag. Der Verein spielte in der ersten Liga des Landes, der Ligue 1. Im September 2013 zog es ihn nach Asien. Hier unterschrieb er einen Vertrag beim philippinischen Verein Green Archers United. Mit dem Verein aus Lipa City spielte er in der ersten Liga, der United Football League, der heutigen Philippines Football League. Hier stand er bis 2015 unter Vertrag. Anfang 2016 wechselte er zum Ligakonkurrenten Kaya FC-Iloilo nach Iloilo City. 2018 feierte er mit dem Klub die Vizemeisterschaft. Im gleichen Jahr wurde er mit 18 Toren Torschützenkönig der Liga. 2019 ging er nach Malaysia, wo er sich dem UiTM FC aus Shah Alam anschloss. UiTM spielte in der zweiten Liga, der Malaysia Premier League. Am Ende der Saison wurde er mit UiTM Vizemeister und stieg in die erste Liga auf. Mitte 2019 kehrte er in die Philippinen zurück, wo ihn der Erstligist Ceres-Negros FC, der heutige United City FC, unter Vertrag nahm. 2019 und 2020 feierte er mit dem Verein die philippinische Meisterschaft. Den PFL Cup gewann er im Jahr 2019. Das Endspiel gegen Kaya FC-Iloilo gewann man mit 2:1. Im Februar 2021 zog es ihn nach Kambodscha. Hier unterzeichnete er einen Vertrag bei Preah Khan Reach Svay Rieng. Der Klub aus Svay Rieng spielte in der ersten Liga, der Cambodian League. Nach einem Jahr kehrte er Anfang 2020 in die Philippinen zurück. Hier schloss er sich seinem ehemaligen Verein, dem Erstligisten Kaya FC-Iloilo, an.

## Erfolge
Kaya FC-Iloilo
- Philippines Football League: 2018 (Vizemeister)

UiTM FC
- Malaysia Premier League: 2019 (Vizemeister)  ▲

Kaya FC-Iloilo
- PFL Cup: 2018

Ceres-Negros FC/United City FC
- Philippines Football League: 2019, 2020
- PFL Cup: 2019

## Auszeichnungen
Philippines Football League
- Torschützenkönig 2018 (18 Tore/Kaya FC-Iloilo)